# Cá bơn sọc sừng
Aesopia cornuta là một loài cá bơn nguồn gốc từ Ấn Độ Dương và tây Thái Bình Dương. Loài này phát triển đến chiều dài 25 xentimét (9,8 in). Loài này là loài duy nhất được biết tới trong chi của nó.